# 京縣
京縣，中国古代特指的县份，主要是京府下辖的县，县境管辖范围通常是都城所在地。
京县的地位比一般县高，仍设知县、县丞、主簿、典史等职。清朝时，都城北京城属顺天府，下辖的京县，是大兴县和宛平县。奉天府承德縣為京縣。